# Železnice Desná
Železnice Desná je marketingový název regionální železniční tratě 291, do 10. 12. 2016 číslo 293, o délce 20,8 km ze Šumperka do Koutů nad Desnou s tříkilometrovou odbočkou Petrov nad Desnou – Sobotín. Trať vlastní Svazek obcí údolí Desné (jehož členy jsou obce Vikýřovice, Rapotín, Velké Losiny, Loučná nad Desnou, Sobotín, Rejchartice, Hraběšice a Vernířovice). Svazek obcí vznikl po povodni v roce 1997 a obnovení a převzetí poničené železniční tratě bylo jeho nejvýznamnějším počinem. V květnu 2015 započala elektrizace tratě v celé délce od Šumperka po Kouty nad Desnou, která však nezahrnuje odbočku mezi Petrovem nad Desnou a Sobotínem.

## Provozování dráhy
Po obnovení provozu na trati se provozovatelem dráhy stala společnost Stavební obnova železnic a.s., která se předtím podílela na opravě povodní poškozených úseků. Od 1. března 2005 je provozovatelem dráhy firma SART – stavby a rekonstrukce a.s.

## Provozování drážní dopravy
Po obnovení sjízdnosti trati byla provozovatelem osobní i nákladní drážní dopravy a také provozovatelem dráhy firma Stavební obnova železnic a.s.
Od 1. října 2002 pak provozování pravidelné osobní dopravy převzala společnost Connex Morava a. s. (v červenci 2008 přejmenovaná na Veolia Transport Morava, v červenci 2013 přejmenovaná na Arriva Morava). Vozidla provozovaná tímto dopravcem na uvedené trati jsou však majetkem Svazku obcí údolí Desné, který je získal současně s převzetím trati. Na těchto tratích platí tarif a smluvní přepravní podmínky integrovaného dopravního systému Olomouckého kraje (IDSOK).
Pravidelnou nákladní dopravu provozují od 1. května 2005 České dráhy, resp. od 1. prosince 2007 ČD Cargo.
V roce 2013 potvrdil předseda Svazku obcí údolí Desné Pavel Žerníček informaci, že stát odsouhlasil projekt elektrifikace tratě v celé délce od Šumperku do Koutů nad Desnou. Elektrifikace nezahrnuje odbočku z Petrova nad Desnou do Sobotína, kde budou i nadále jezdit motorové osobní vlaky. V květnu 2015 započaly stavební práce na trati, které kromě samotné elektrifikace zahrnují také rekonstrukci dvou mostů, výstavbu nových nástupišť ve stanici Petrov nad Desnou a rekonstrukci dalších stávajících nástupišť, výstavbu nové měnírny poblíž stanice Loučná nad Desnou–Filipová, rekonstrukci některých přejezdů nebo osazení nového traťového zabezpečovacího zařízení. Celý projekt za 393 milionů korun by měl být dokončen v listopadu 2015. Poté budou po trati jezdit vlaky RegioPanter a plánovaná jízdní doba se zkrátí ze současných 35 minut na 20 minut. Jízdní doba se však nezkrátila.
Podle zprávy z listopadu 2015 se Olomoucký kraj dohodl s Českými drahami, že od června 2016 nasadí na trať své elektrické jednotky v rámci stávající desetileté celokrajské smlouvy. Smlouva s Arrivou Morava platí do konce roku 2016, od června 2016 však bude Arriva zřejmě provozovat dopravu jen na odbočném úseku z Petrova nad Desnou do Sobotína.
V současné době (2024) jezdí na trati el. jednotky RegioPanter. Vlaky do Sobotína jsou vedeny motorovou jednotkou 814 nebo motorovým vozem 810.

## Výzkum
Trať posloužila v roce 2012 jako model pro výzkum možností využití sluneční energie v systémech regionální kolejové dopravy, provedený na dopravní fakultě Jana Pernera Univerzity Pardubice.

## Budoucnost
Existuje plán na prodloužení trati tunelem pod Červenohorským sedlem až do Jeseníku.

## Stanice a zastávky

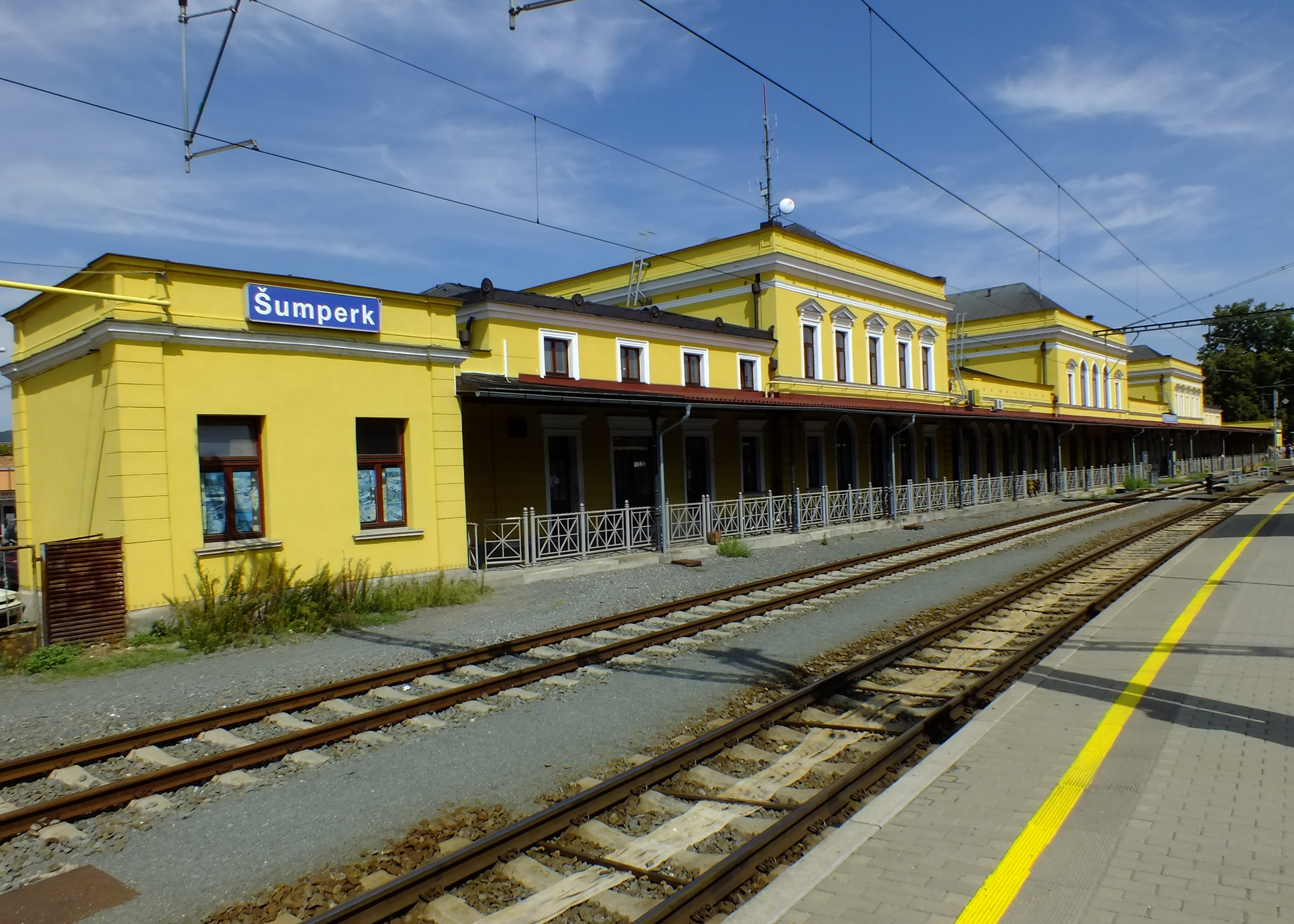
Šumperk
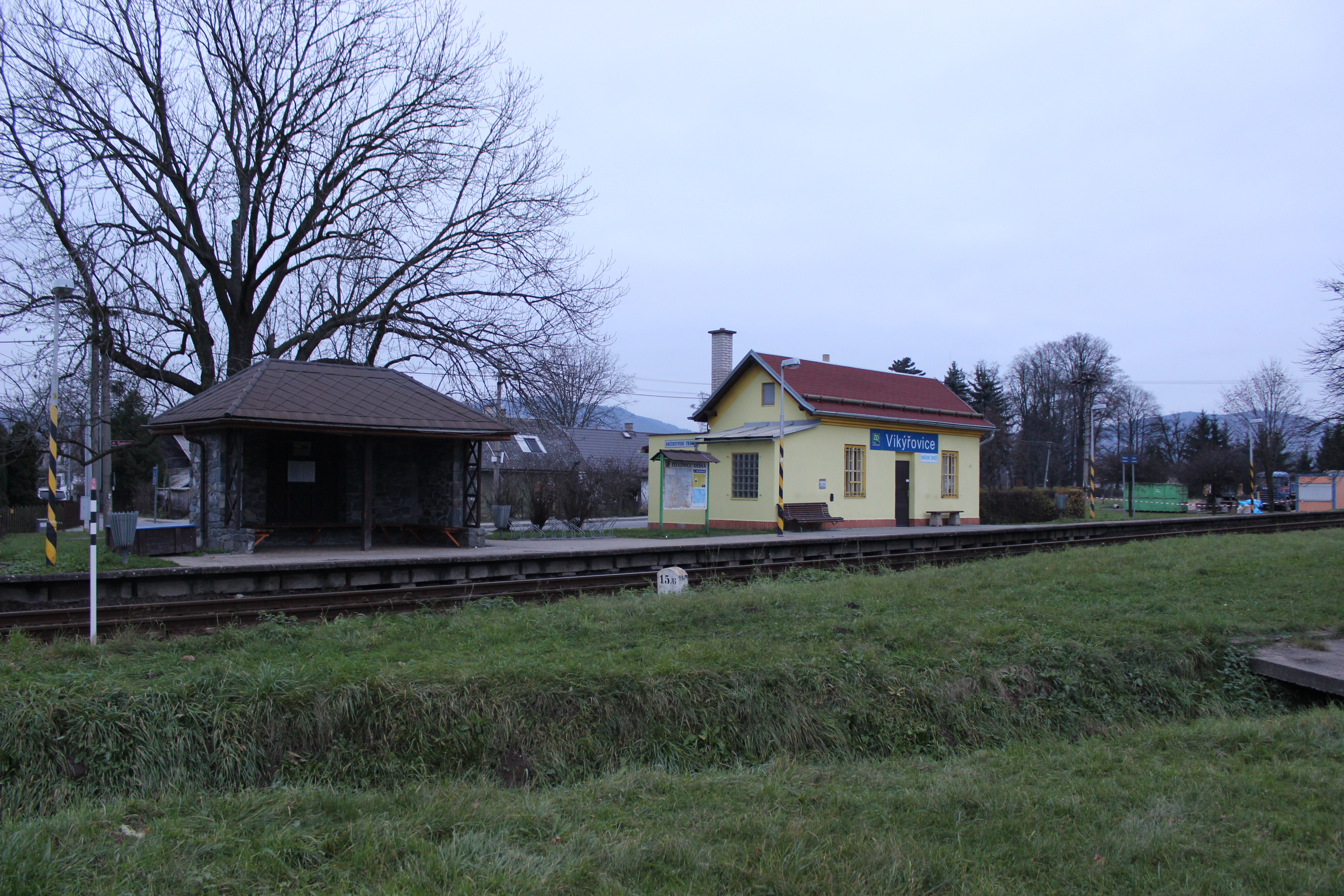
Vikýřovice
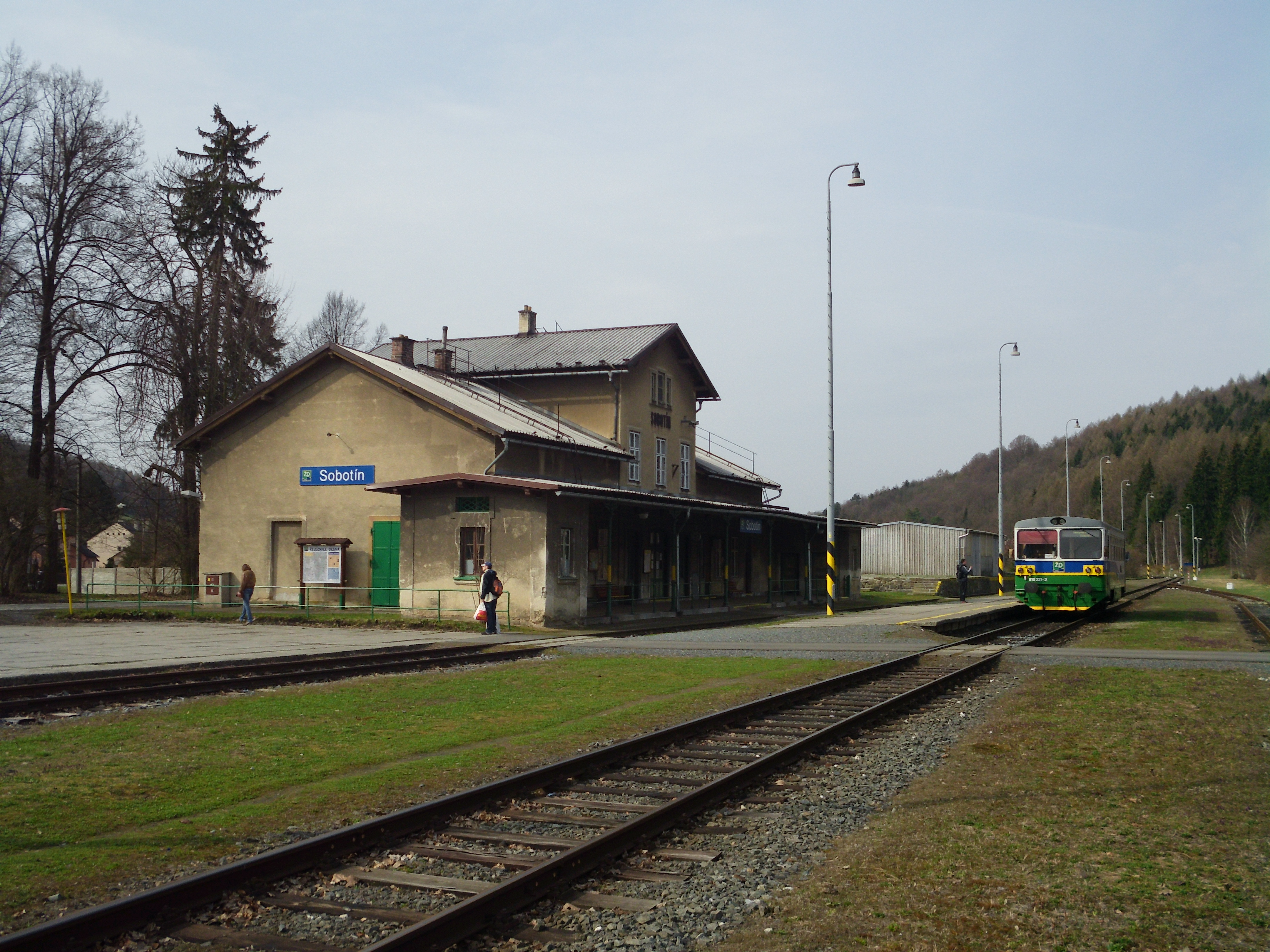
Sobotín
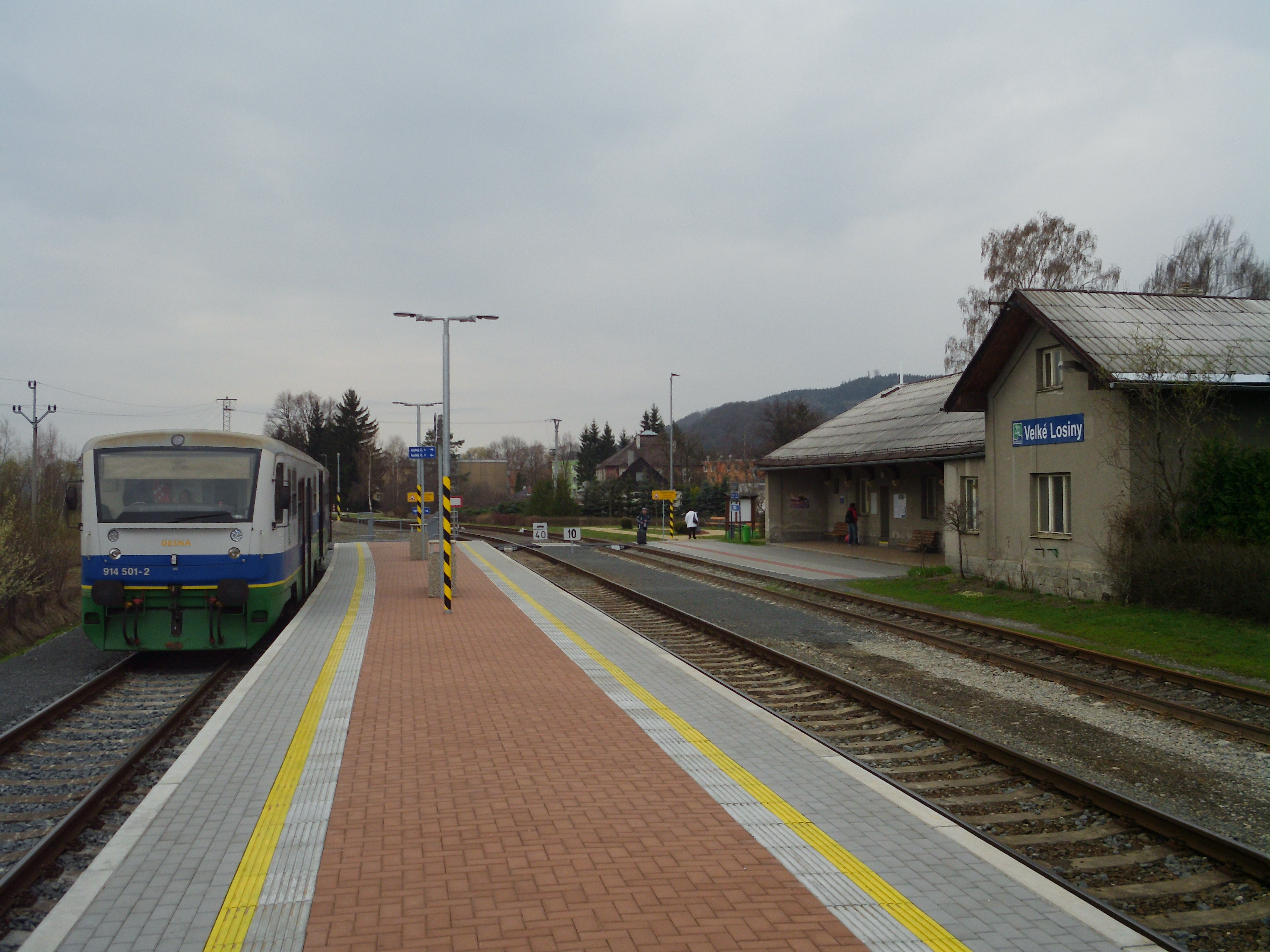
Velké Losiny
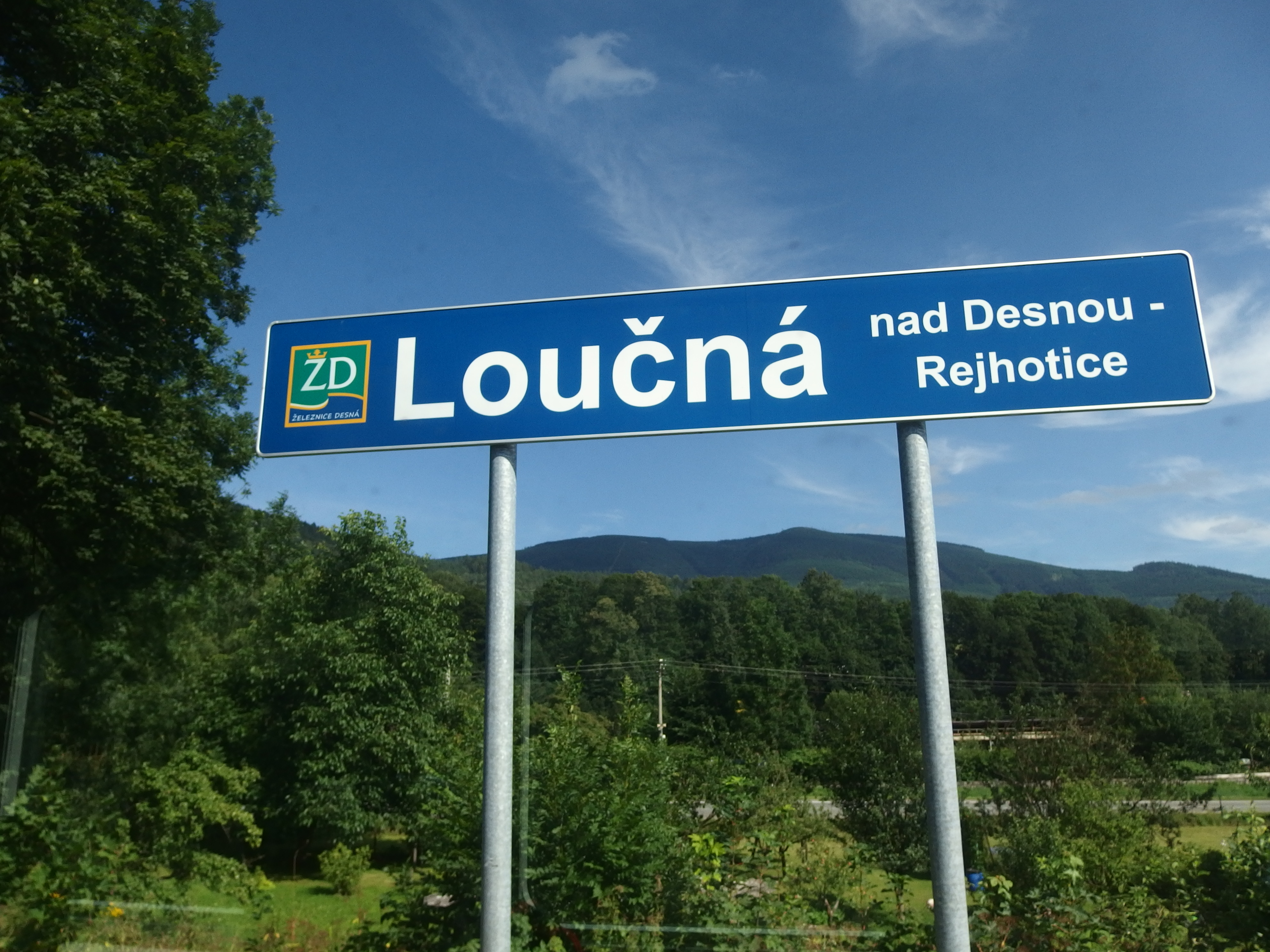
Loučná nad Desnou-Rejhotice
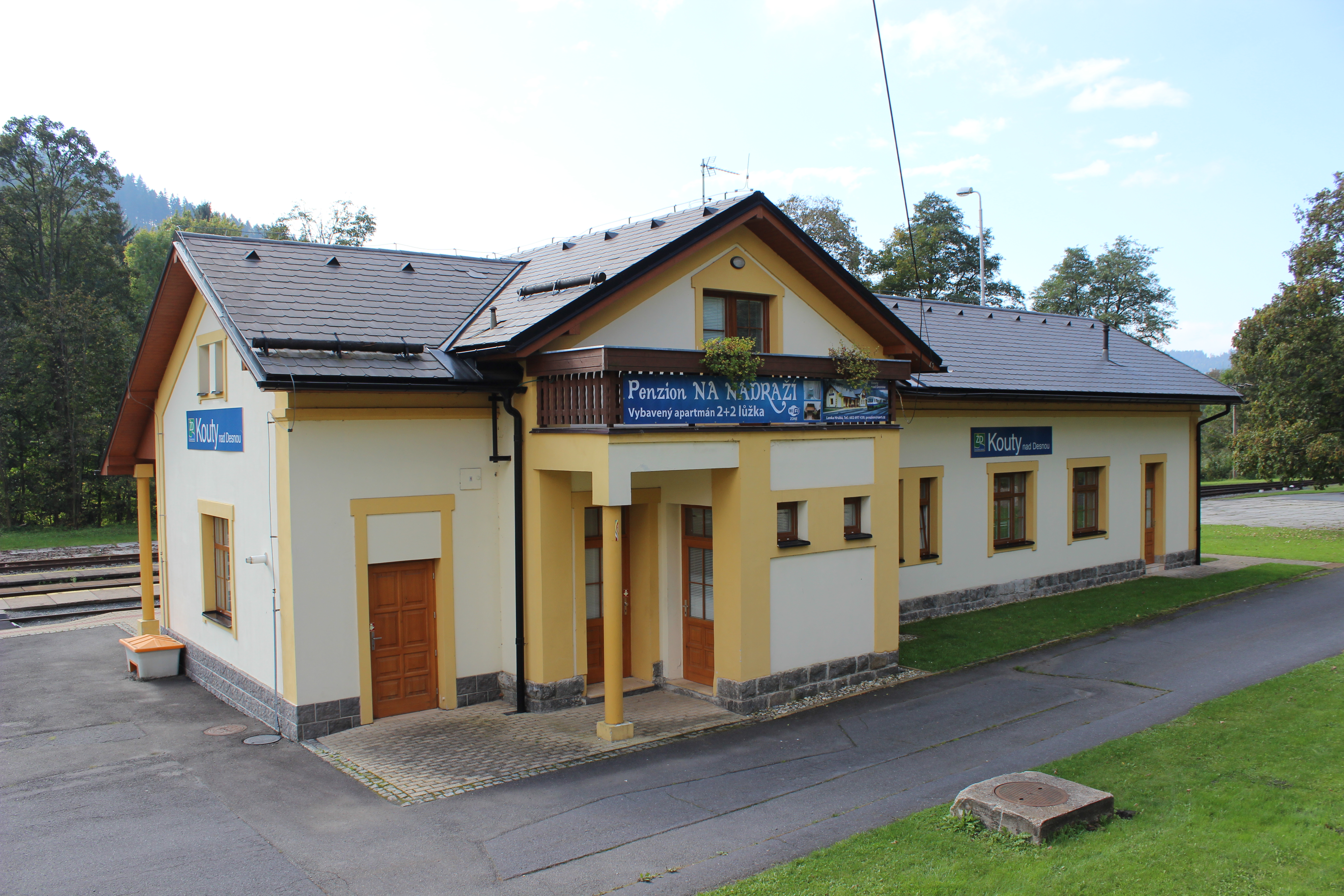
Kouty nad Desnou

## Galerie

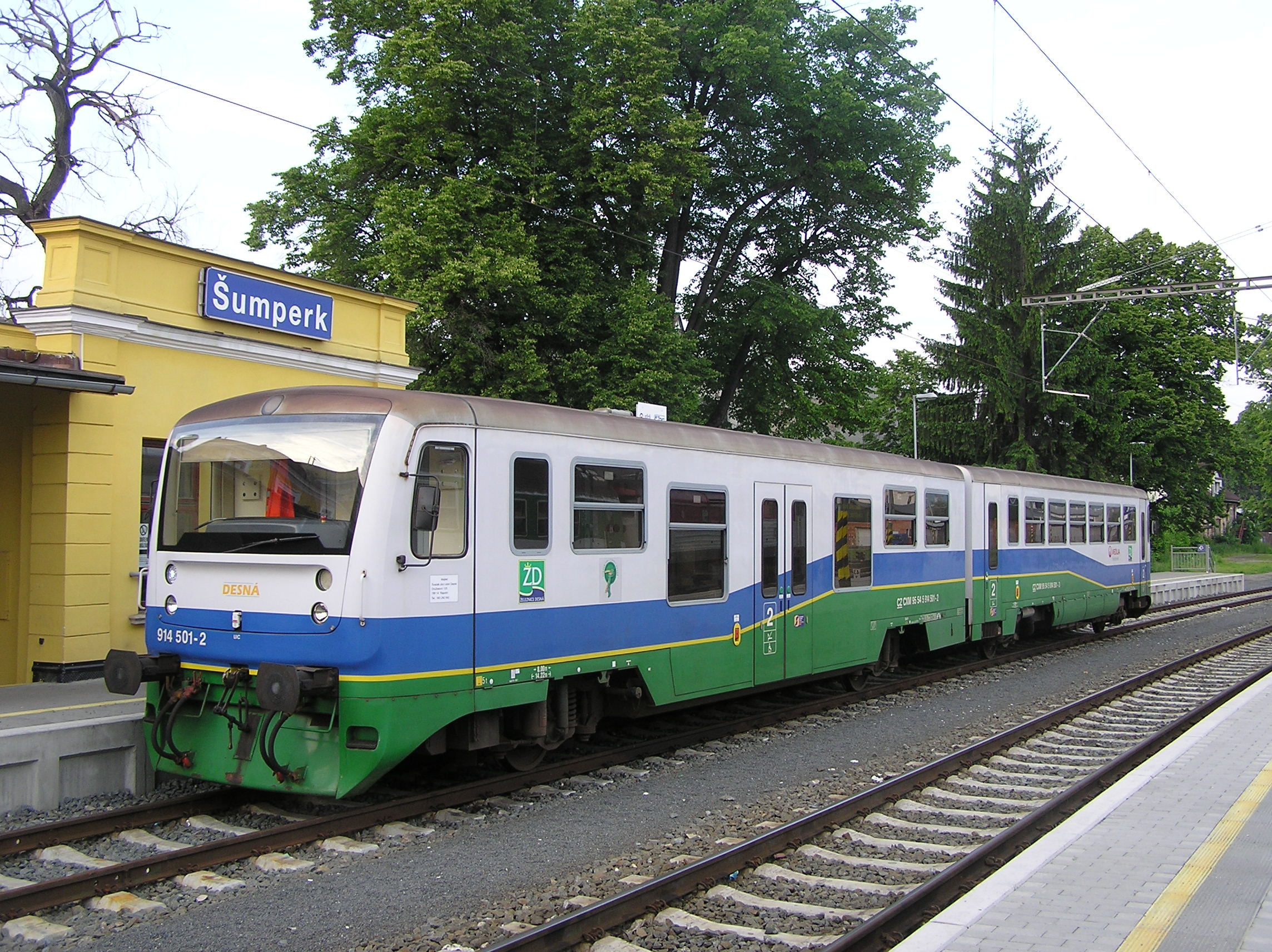
Motorová jednotka 814 Železnice Desná na nádraží v Šumperku
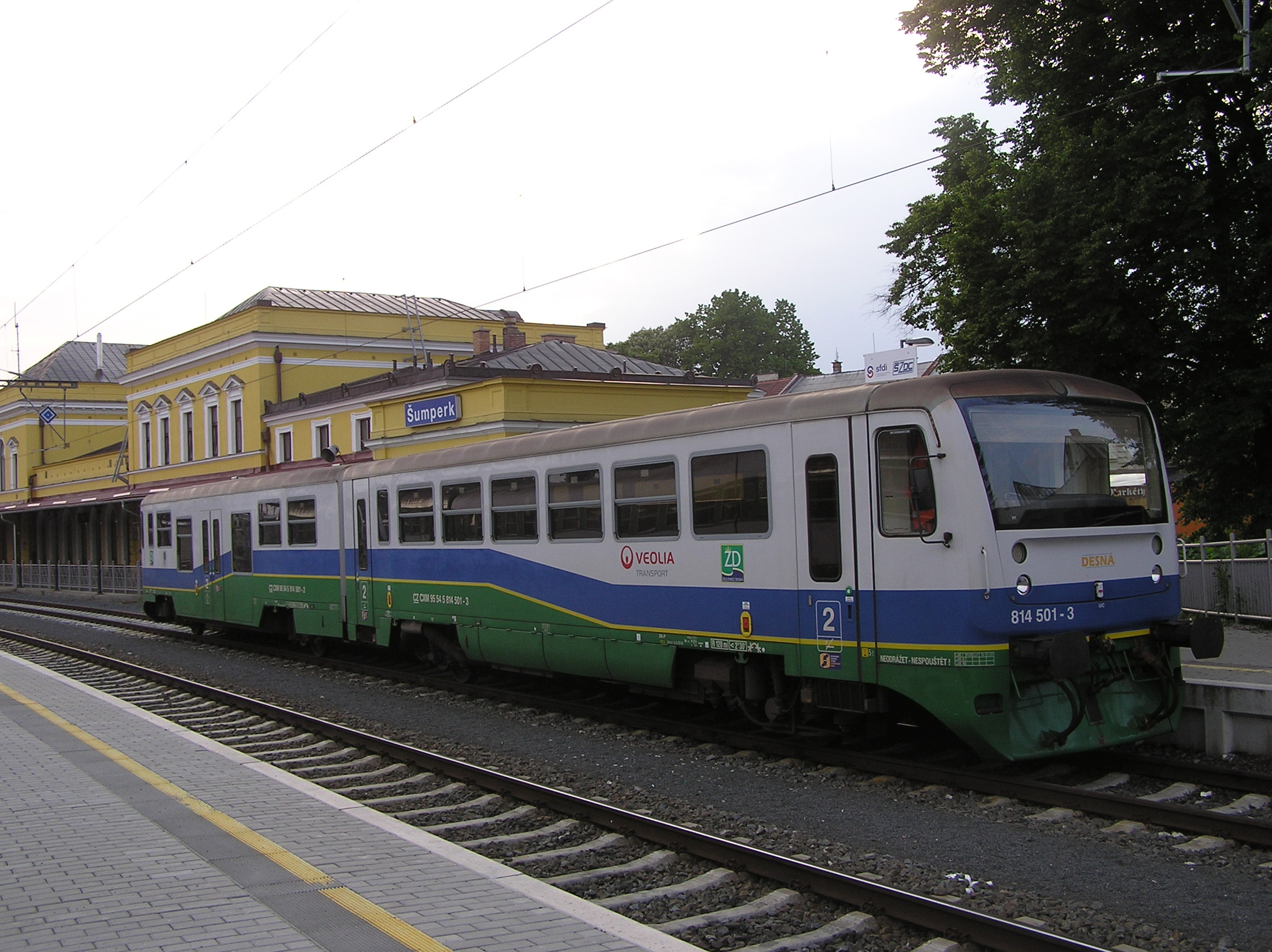
Motorová jednotka 814 Železnice Desná
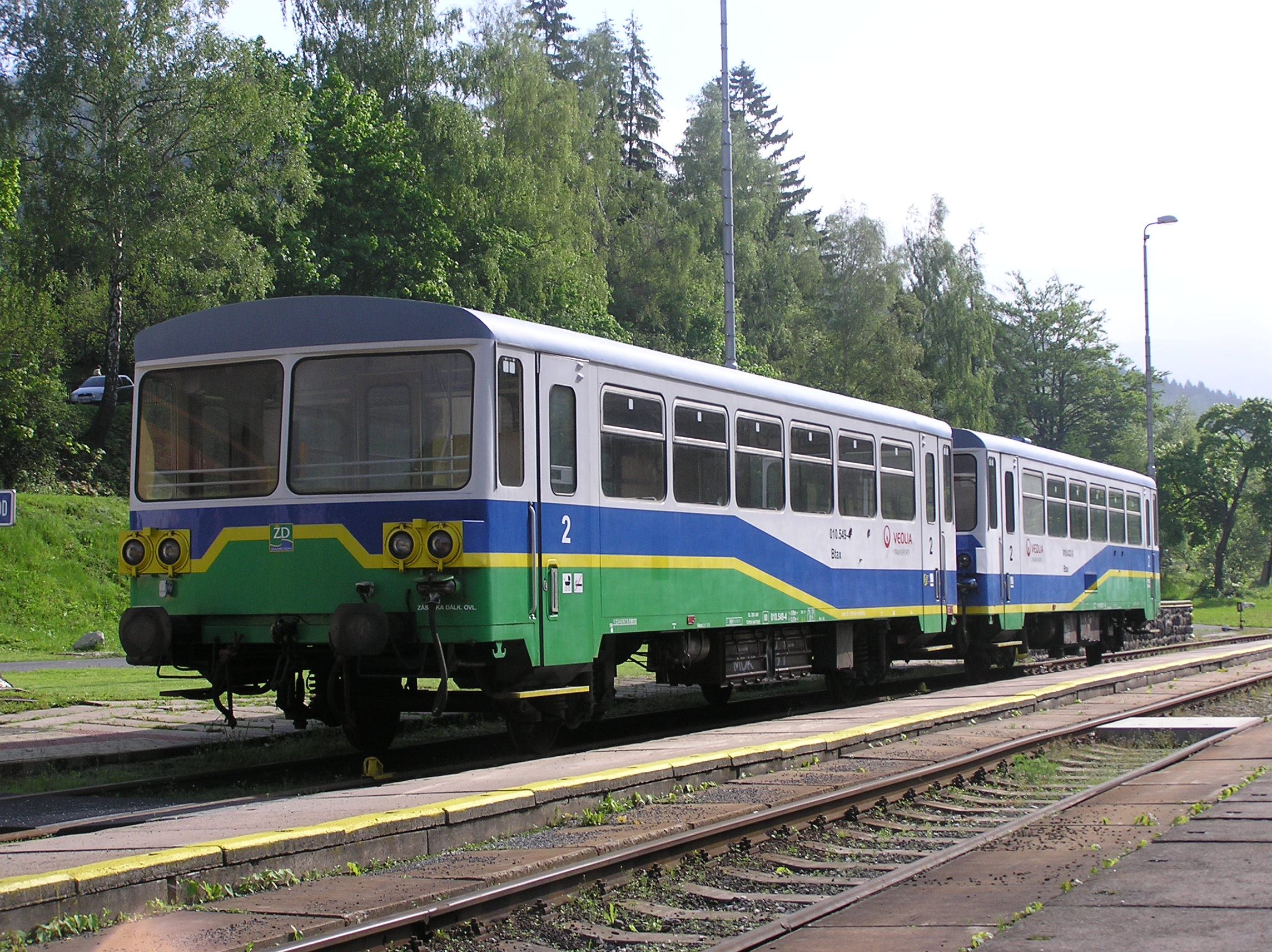
Přípojné vozy řady 010 Železnice Desná
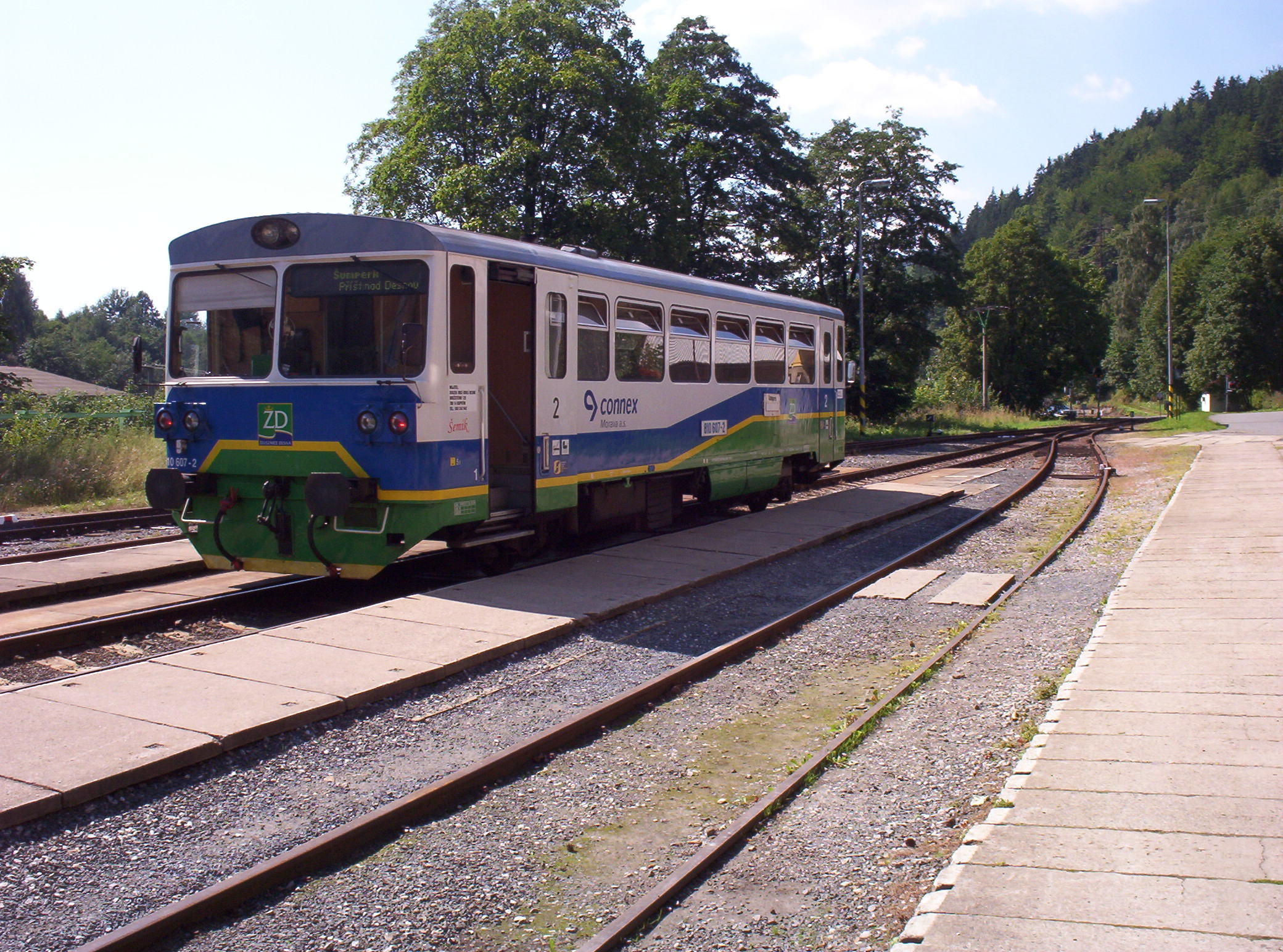
Motorový vůz řady 810 Železnice Desná